# Roy Rowan
Pour les articles homonymes, voir Rowan.
Roy Rowan, né le 1er février 1920 à New York et mort le 13 septembre 2016, est un journaliste américain.

## Biographie
Roy Rowan est né à New York le 1er février 1920. Il est diplômé du Dartmouth College en 1941 et obtient son Master of Business Administration à la Tuck School of Business en 1942. Il est enrôlé dans l'armée américaine en tant que simple soldat en 1942, suit l'école d'aspirants officiers du génie à Fort Belvoir, en Virginie, et est affecté en 1943 au théâtre méditerranéen, avec des escales en Tunisie et en Italie. Plus tard, il est envoyé dans la région du Pacifique et est stationné en Nouvelle-Guinée et aux Philippines. Il est major à Manille à la fin de la guerre.
Il est le président de l’Overseas Press Club of America de 1998 à 2000.